# 法國電視一台
48°50′1.9″N 2°15′38.3″E / 48.833861°N 2.260639°E
法國電視一台（法語發音：[te ɛf œ̃]；为Télévision Française 1之缩写）是法國的一家民營電視台，隶属于TF1集團。布依格工业集团对该媒体集团持股43%，并因此获得掌控权。TF1的平均市场份额为24％，使其成为最受欢迎的法国本土电视频道。著名电视节目包括犯罪现场调查、法国好声音和豪斯医生。
該頻道是TF1大眾媒體集團的一部分，該公司還包括新聞頻道LCI。 TF1曾擁有衛星電視網TPS，現已出售給Canal+集團。
TF1是混合廣播寬頻電視（HbbTV）計畫的支持者，該計畫正在推廣和建立一個開放的歐洲混合機上盒標準，致力於透過單一用戶介面同時接收廣播電視和寬頻多媒體應用。

## 历史
TF1成立於二戰前，屬於世界上最早開播的一批電視台之一，在戰後仍然存在。28年來，本頻道在法國境內的電視市場屬於壟斷地位。在1935年4月26日以郵電部廣播電視台（Radiovision-PTT）開播以來，曾多次改名，從1937年的國家廣播電視台（Radiodiffusion nationale Télévision，RN Télévision)、1943年德軍佔領期間的巴黎電視台（Fernsehsender Paris），1944年的RDF法國電視台（RDF Télévision française），1949年的RDF電視台（RDF Télévision），1963年因電視二台開播而改名的RDF電視1台，1964年的法國廣播電視局電視一台（la Première chaîne de l'ORTF），到1975年到現在的法國電視一台（TF1）。
TF1之前是公營電視頻道，屬於法国国营广播电视的一部分。1964年，RTF改制為法國國家廣播電視公司（Office de Radiodiffusion-Télévision Française，ORTF）。1974年8月8日，ORTF被分割，成為獨立的電視台。1987年，TF1民營化。

### 郵電部廣播電視 Radiovision-PTT (1935–1937)
法國首家電視台，郵電部廣播電視於1935年4月26日開播。開播時使用基於尼普科夫盤的30線機械電視系統。由當時的法國郵電部運營，發射台設於艾菲爾鐵塔頂部，每周播出三天，平日每天上午11點至上午11點30分，晚上8點至晚上8點30分，週日下午5:30至晚上7點30分播出。 1937年1月4日，播放時間改變，電視節目從週三至週五下午5點至晚上10點，週六下午4點至8點30點；或週六至週二晚上9點播出。

### 國家廣播電視台（Radiodiffusion nationale Télévision，RN Télévision) (1937–1939)
由Thomson-Houston公司設計，改良自EMI-Marconi的405線系統的455線「高解析度」電子電視系統試驗成功之後，Radiovision-PTT 於 1937年7月更名為 Radiodiffusion nationale Télévision (RN Télévision)。然而，尼普科夫盤系統的廣播仍與新的電子系統同時使用到1938年4月10日。1938年7月，法國郵電部的一項法令將法國地面電視標準固定為以455線VHF (46MHz、正調製、每秒25格) 傳輸，並於三年內在全法採用。電子標準的採用標誌著法國機械電視的終結，電子電視的出現獲得了更好的影像品質。

### 巴黎电视台 Fernsehsender Paris (1943–1944)
1943年5月7日，在德國國防軍最高統帥部的控制下，巴黎電視台（Fernsehsender Paris）在德佔法國地區以德語和法語恢復播出。播出時間為，每週四天，從上午 10 點到中午，每週三天從下午 3 點到晚上 8 點，每天晚上 8:30 到晚上 10 點。1944年8月12日，在巴黎解放前一周，巴黎電視台結束營運。

### RDF法國電視台 RDF Télévision française (1944–1949)
1944年10月1日，以法國電視台（Télévision française）恢復播出。 1945年3月23日創立法國國營廣播（Radiodiffusion française）後，電視台隨即更名為RDF法國電視台（RDF Télévision française）。 1945年10月1日巴黎解放後，艾菲爾鐵塔控制權由美國回歸法國，電視廣播隨即正式恢復，每天播出一小時。 1948年11月20日，國務卿弗朗索瓦·密特朗頒布法令，通過了819線高清VHF標準，並1949年開始應用，直至1981年。

### RTF电视台 RTF Télévision (1949–1964)
1949年2月9日，RDF更名為法國國營廣播電視（Radiodiffusion-télévision française，RTF），並開始發展成為法國公認的大眾媒體。 1949年5月29日，RTF電視台開始播出新聞。 1949年7月30日，引進電視許可費。 1952年2月，RTF電視台首次對抗巴黎以外的觀眾接收。當時，在1950年4月10日成立的里爾電視台（Télé Lille，現為法國電視三台北部-加來海峽頻道, France 3 Nord-Pas-de-Calais）加入RTF電視網，並成為RTF在巴黎以外的首個中繼站。

### ORTF電視一台 Première chaîne de l'ORTF (1964–1975)
1963年，RTF電視二台（RTF Télévision 2，現為法國電視二台，France 2）啟播，本頻道隨即改名為RTF電視一台（Première chaîne dela RTF）。 1964年7月25日，RTF改制為法國廣播電視局（ORTF、Office de Radiodiffusion-Télévision Française），本頻道隨即更名為ORTF電視一台（Première chaîne del' ORTF）。 1968年10月1日，ORTF電視一台開始播出商業廣告。 1969年1月8日，ORTF成立了廣告管理部（Régie française de publicité，RFP），管理ORTF旗下所有頻道上的廣告。

### 法国电视一台 TF1 (1975—)
1975年1月1日，1974年8月7日法律編號74-696開始生效、ORTF分拆為7個獨立組織， TF1（當時為法國電視一台的縮寫，Télévision Française 1）成立。 1975年1月6日，ORTF電視一台正式更名為TF1。 1975年9月1日，TF1引進彩色電視廣播，FR3（現為法國電視三台）同意提供TF1部分彩色節目。 1975年12月20日，彩色製式轉換完成，TF1首次播出彩色新聞節目。 1987年開始，TF1民營化，從此TF1不再是Télévision Française 1的縮寫，以避免把TF1誤解成政府擁有的電視台。 TF1和新聞姊妹頻道LCI（La Chaîne Info）在2004年至2006年12月期間曾在義大利地面數位電視網中播出。 

### 台徽

1990年2月2日至2006年7月10日
2006年7月11日至2013年9月27日
2013年9月28日至今

## 外部連結
- 官方網站 （页面存档备份，存于）